# Günther Nebelung

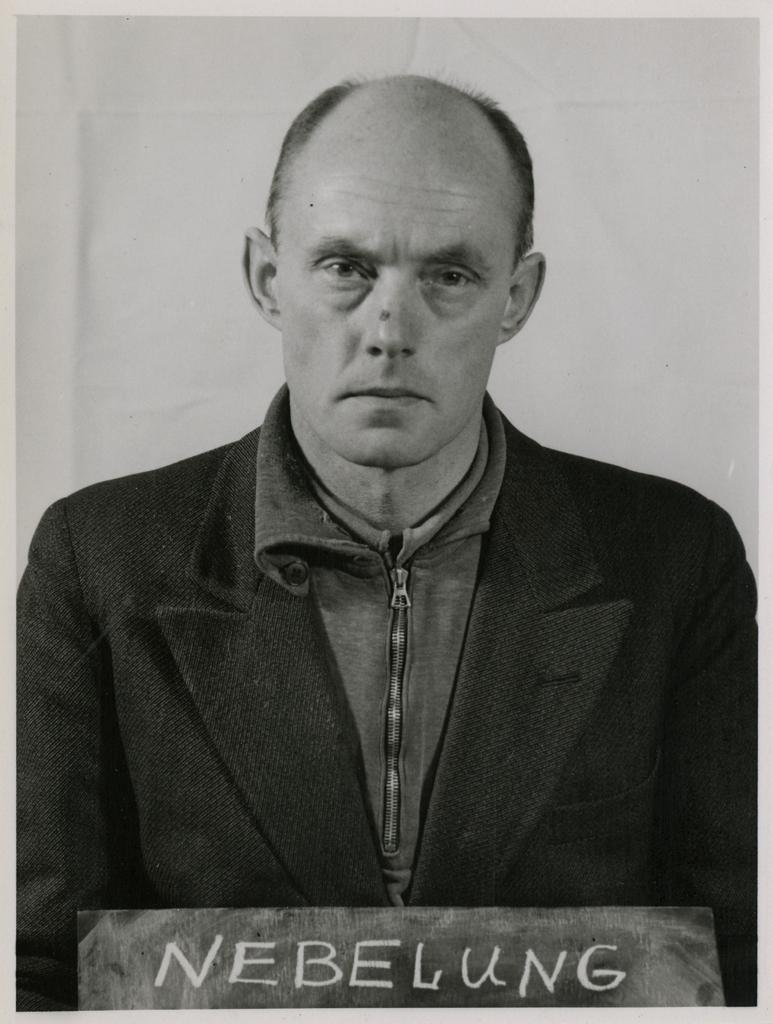
Günther Nebelung während der Nürnberger Prozesse

Günther Nebelung (* 24. März 1896 in Harlingerode; † 10. Februar 1970 in Seesen; auch Günter Nebelung geschrieben) war ein deutscher Jurist und Senatspräsident am Volksgerichtshof.

## Leben
Als Sohn eines Pfarrers, der sich auch als Irrenseelsorger an der Heilanstalt Königslutter (Klee) betätigte, studierte er Rechtswissenschaften. Er war von 1914 bis 1919 Soldat und Gefangener im Ersten Weltkrieg. Niedergelassen war er ab dem September 1924 als Rechtsanwalt in seiner Kanzlei in Seesen. Zum 1. Januar 1928 trat er der NSDAP bei (Mitgliedsnummer 74.371). Ein Jahr später wurde er NSDAP-Ortsgruppenleiter (OGL) in Eschershausen. Der Eintritt in die SA erfolgte 1930. Im Bund Nationalsozialistischer Deutscher Juristen wurde er ab 1931 tätig.

### Karriere im NS-Staat
Mitglied des Landtags (MdL) war er ab 1933. Seine juristische Karriere im Staatsdienst erreichte im Januar 1935 mit der Ernennung zum Präsidenten des Oberlandesgerichts Braunschweig einen Höhepunkt, wobei er diese Position bis 1944 beibehielt. Im Juli 1944 erfolgte die Ernennung zum Präsidenten des IV. Senats am Volksgerichtshof. Dieser Senat war für den Tatbestand des Landesverrats zuständig.
Nebelung gehörte zu den konsequentesten NS-Juristen, was auch von der NS-Führung registriert wurde. In seiner Berichtstätigkeit am OLG Braunschweig beklagte er am 6. Mai 1939, dass die Justiz im Reich nicht entsprechend ihrer Aufgaben geachtet sei. Die Justiz würde als Stiefkind des III. Reiches behandelt.
Er nahm an einer Konferenz in Berlin im Haus der Flieger am 23. und 24. April 1941 teil, in der über die Vernichtung von Behinderten durch Gas in der Aktion T4 berichtet wurde. Die Teilnehmer erklärten dabei ihr Einverständnis, Stillschweigen über diese Mordtaten zu wahren. Als einflussreicher Senatspräsident des 4. Senats des Volksgerichtshofs  wirkte er an zahlreichen Todesurteilen mit.

### Nach dem Zweiten Weltkrieg
Vom Juni 1945 bis zum Juni 1948 war er bei den Alliierten Militärbehörden interniert. Im Nürnberger Juristenprozess wurde er zwar angeklagt, aber es konnten keine Beweise im Sinne der Anklagepunkte zu einer Verurteilung nachgewiesen werden, so dass er am 14. Dezember 1947 freigesprochen wurde. Sein Verteidiger war Karl Dötzer. Das zuständige Ministerium in Niedersachsen wollte ihn nicht mehr im Justizdienst anstellen, er erhielt jedoch eine Pension im Rang eines Regierungsrats.
Im Februar 1952 war er wieder als Rechtsanwalt in Seesen tätig. Im Januar 1967 wurde eine gerichtliche Untersuchung gegen ihn eingeleitet, da er an der Konferenz des Reichsjustizministeriums zu juristischen Fragen der Euthanasie teilgenommen hatte.
Seine Anwaltspraxis in Seesen betrieb er bis 1964.